# Blanka Pudler

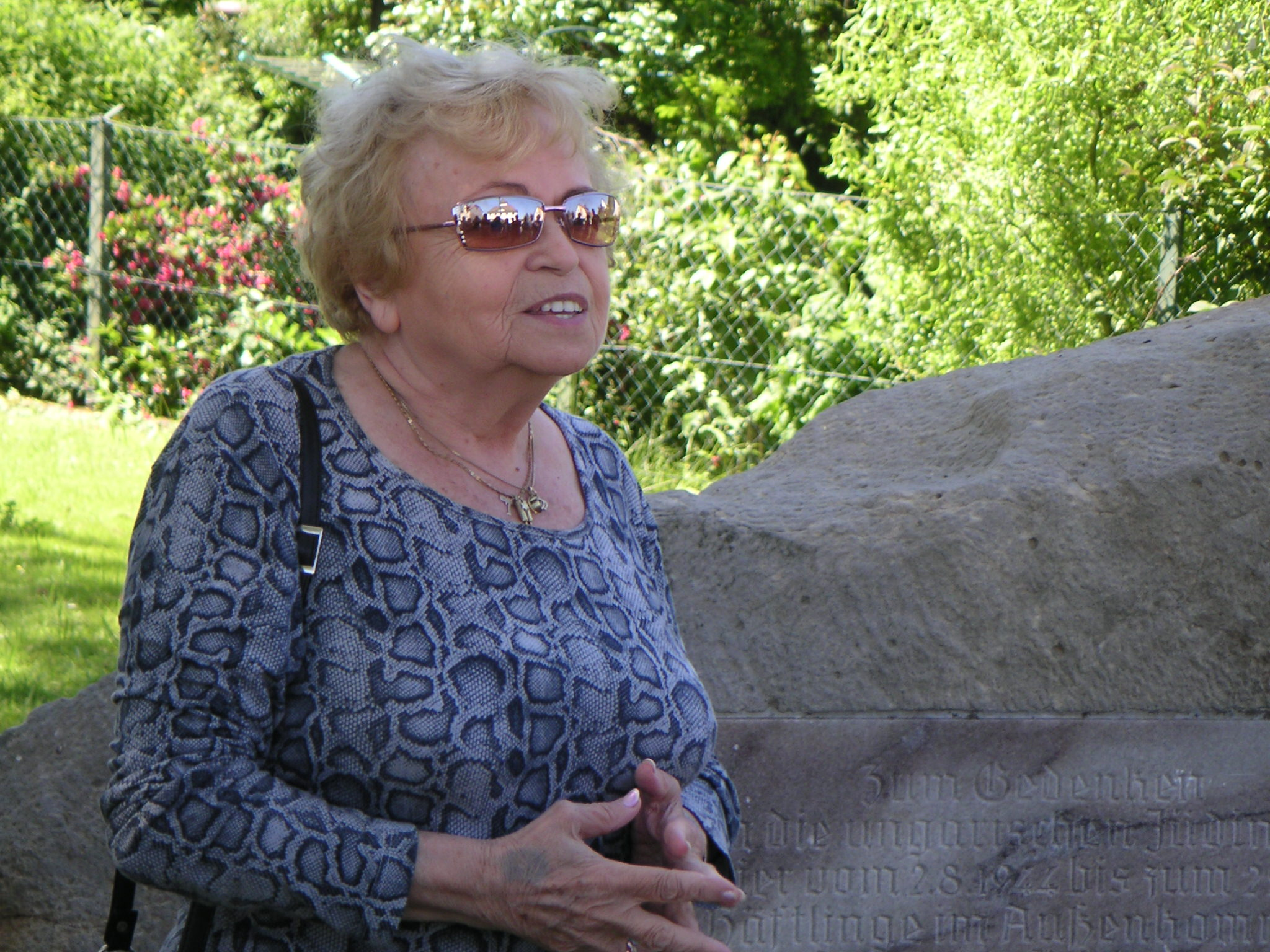
Blanka Pudler im Jahr 2010 vor dem 1986 aufgestellten Gedenkstein auf dem ehemaligen Lagergelände in Hessisch Lichtenau.

Blanka Pudler (geboren 1929 in Solotwyno, damals Tschechoslowakei, heute Ukraine; gestorben im September 2017 in Budapest, Ungarn) war eine ungarische Überlebende des Konzentrationslagers Auschwitz und eine Zeitzeugin des Holocaust. Für ihr Engagement wurde sie im Jahre 2012 mit dem Bundesverdienstkreuz am Bande geehrt.

## Leben

### Kindheit und frühe Jugend
Blanka Pudler wurde als viertes von sechs Kindern einer praktizierenden jüdischen Familie geboren. Der Vater war Herrenschneider. Aufgrund der unzureichenden Verdienstmöglichkeiten in Solotwyno, einem kleinen Ort in der Karpatenukraine, zog die Familie 1930 nach Kežmarok in der Slowakei. Dort wuchs Blanka Pudler mit den Sprachen Deutsch, Slowakisch und Jiddisch auf und besuchte eine slowakische Schule. Kežmarok, deutsch Käsmark, hatte bis 1940 eine aktive jüdische Gemeinde, die etwa 14 % der Bevölkerung ausmachte. Der Vater, der eine schöne Stimme hatte, strebte dort das Amt des Kantors an, welches er aber nicht erreichen konnte. Die Familie zog nach Levice, das durch den Ersten Wiener Schiedsspruch zu Ungarn gehörte. Pudler lernte nun in der Schule als weitere Sprache Ungarisch, die Familie nahm die ungarische Staatsangehörigkeit an. Blanka war eine gute Schülerin und aufgrund der weiterhin bestehenden Armut der Familie trug sie durch Tätigkeiten in den Ferien zur Erbringung des Schulgelds bei. Durch den Einmarsch der Deutschen Wehrmacht 1944 endete ihre Schulzeit vorzeitig. Das Schulgebäude wurde zur Kaserne umfunktioniert, die jüdische Bevölkerung zunächst ghettoisiert, dann an verschiedene Orte deportiert.

### Zeit des Holocaust
Im April 1944 wurde Blanka Pudler mit einem Teil ihrer Familie nach Auschwitz-Birkenau deportiert. Die ältere Schwester Roszi konnte in Budapest überleben, ihr Bruder Deszö wurde zum Arbeitsdienst verpflichtet. In Auschwitz-Birkenau erlebte sie die Selektion an der Rampe und sah dort ihre Mutter zum letzten Mal. Durch einen Zufall fand sie nach der entwürdigenden Prozedur der Enthaarung und Desinfektion die zuvor vermisste Schwester wieder. Blanka erlebte sieben Wochen lang im Lager Birkenau B III die Schrecken und Demütigungen des Lagers und der immer wieder stattfindenden Selektionen. Ende Juli 1944 wurde sie einer Gruppe von etwa tausend ungarischen Jüdinnen im Alter zwischen 16 und 50 Jahren zugeteilt, die in einer fünftägigen Fahrt nach Hessisch Lichtenau verbracht wurde.
Die Frauen wurden dort zur Zwangsarbeit in der Sprengstofffabrik Hessisch Lichtenau eingesetzt. In der in einem Wald versteckt liegenden Fabrik arbeiteten auch deutsche Arbeitskräfte. Im Unterschied zu diesen hatten die jüdischen Arbeiterinnen keinerlei Schutzkleidung und waren den gefährlichen Giftstoffen, mit denen sie für die Herstellung der Sprengstoffe Trinitrotoluol (TNT) und Pikrinsäure (TNP) hantieren mussten, ungeschützt ausgesetzt. Die äußeren Zeichen waren Gelbfärbungen von Haut und Haaren, weshalb man sie „Kanarienvögel“ nannte. Immer wieder waren sie der Gefahr von unkontrollierten Explosionen ausgesetzt. Zusätzlich litten sie unter der völlig unzureichenden Ernährung, im Winter dann unter der Kälte, unter der mangelhaften Kleidung und dem Verletzungen verursachenden Schuhwerk sowie den häufigen Demütigungen und Schlägen durch die Wachleute. Untergebracht waren die jüdischen Arbeiterinnen im Lager Vereinshaus am Rande von Hessisch Lichtenau. Gearbeitet wurde zunächst in drei, später in zwei Schichten. Wer den erschöpfenden Arbeitsbedingungen nicht standhielt, wurde nach Auschwitz zurückgebracht und dort ermordet. Verwaltet wurde die Zwangsarbeit vom Konzentrationslager Buchenwald. Die Fabrik selbst wurde von Dynamit Nobel betrieben.

### Befreiung
Blanka und ihre Schwester Aranka erlebten das Näherrücken der Kriegsfront. Schließlich wurde das Lager am 29. März 1945 evakuiert. Bewacher und Gefangene wurden per Bahn in das Lager Leipzig-Schönau gebracht. Nach dessen Bombardierung verlegte man sie in das Lager Leipzig Thekla. Am 13. April wurden sie auf einen für viele tödlichen Marsch Richtung Osten geschickt. Die Jüdinnen wurden in Wurzen durch Soldaten der US-Streitkräfte befreit, dann wurden sie der Roten Armee übergeben.  Um sie wieder zu Kräften kommen zu lassen, brachte man die Schwächsten unter den Frauen, darunter Blanka und ihre Schwester Aranka, nach Sagan/Polen. Nach sechs Wochen gelangten sie mit Bussen nach Bratislava. Da für die Weiterfahrt in den Heimatort keine Transportmöglichkeiten bestanden, kam es noch einmal zu weiten Fußmärschen, bei denen Blanka Pudlers Füße stark geschädigt wurden. Zusammen mit der Schwester wartete sie in Obhut der jüdischen Gemeinde in Leva auf die Rückkehr des Vaters, erfuhr aber dann, dass dieser aufgrund der harten Zwangsarbeit in einem Zementwerk bereits 1944 im Alter von 47 Jahren verstorben war. Ihre Geschwister Roszi und Deszö hatten überlebt. Die Geschwister trafen sich in Budapest, wo sie ein neues Leben begannen.

### Nach 1945
Ihren Wunsch, die abgebrochene Schulbildung fortzusetzen, konnte Blanka Pudler nicht umsetzen, sondern absolvierte stattdessen eine Ausbildung zur Zahntechnikerin. Aufgrund einer Armverletzung konnte sie diesen Beruf aber nicht lange ausüben, sondern arbeitete stattdessen in einer Apotheke. 1950 heiratete sie, 1952 wurde die Tochter Agnes geboren.
Von 1962 bis 1965 folgte sie ihrem Mann, der beruflich nach Accra in Ghana versetzt wurde, und arbeitete dort in der ungarischen Botschaft. Nach ihrer Rückkehr fand sie eine Anstellung in einem Außenhandelsunternehmen. 1984 ging sie teilweise in Ruhestand und arbeitete nur noch halbtags.
Wie viele Holocaust-Überlebende konnte sie erst nach einem längeren zeitlichen Abstand über ihre Erfahrungen sprechen. Auf Einladung der Geschichtswerkstatt Hessisch-Lichtenau/Hirschhagen fuhr sie 1986 zu einem Treffen der ehemaligen Zwangsarbeiter von Hessisch Lichtenau und begann danach, Einladungen von Schulklassen und Vereinen zu folgen, um als Zeitzeugin über ihre persönlichen Erfahrungen zu berichten und die Erinnerung an den Holocaust wachzuhalten. Seit 2002 war Blanka Pudler in der ungarischen Gruppe „Dialog für Toleranz“ (Ariadne-Gruppe) aktiv und besuchte auch zahlreiche Schulen in Deutschland.
2012 überreichte Bundespräsident Joachim Gauck Blanka Pudler und drei weiteren Holocaust-Überlebenden das Bundesverdienstkreuz am Bande für ihr Engagement bei der Erinnerungsarbeit zur Shoah.
Im September 2017 verstarb Blanka Pudler im Alter von 88 Jahren in Budapest. Auf der Grundlage vieler Gespräche, schriftlicher Aufzeichnungen und Dokumente veröffentlichte Dieter Vaupel nach ihrem Tod im Jahr 2018 ein Buch über Blanka Pudler, das in Schulen als Unterrichtslektüre verwandt wird: Auf einem fremden unbewohnbaren Planeten. Wie ein 15-jähriges Mädchen Auschwitz und Zwangsarbeit überlebte. Zu dem Buch wurde von Dieter Vaupel gemeinsam mit dem Offenen Kanal Kassel ein Film erstellt. Das Buch erschien 2021 in einer englischen Übersetzung.

## Auszeichnung
- 2012: Bundesverdienstkreuz am Bande